# Australien i Eurovision Song Contest 2015
Australien deltog i Eurovision Song Contest 2015 i Wien i Österrike. En anledning till att EBU bjöd in landet ska ha varit att tävlingen firade 60 år.

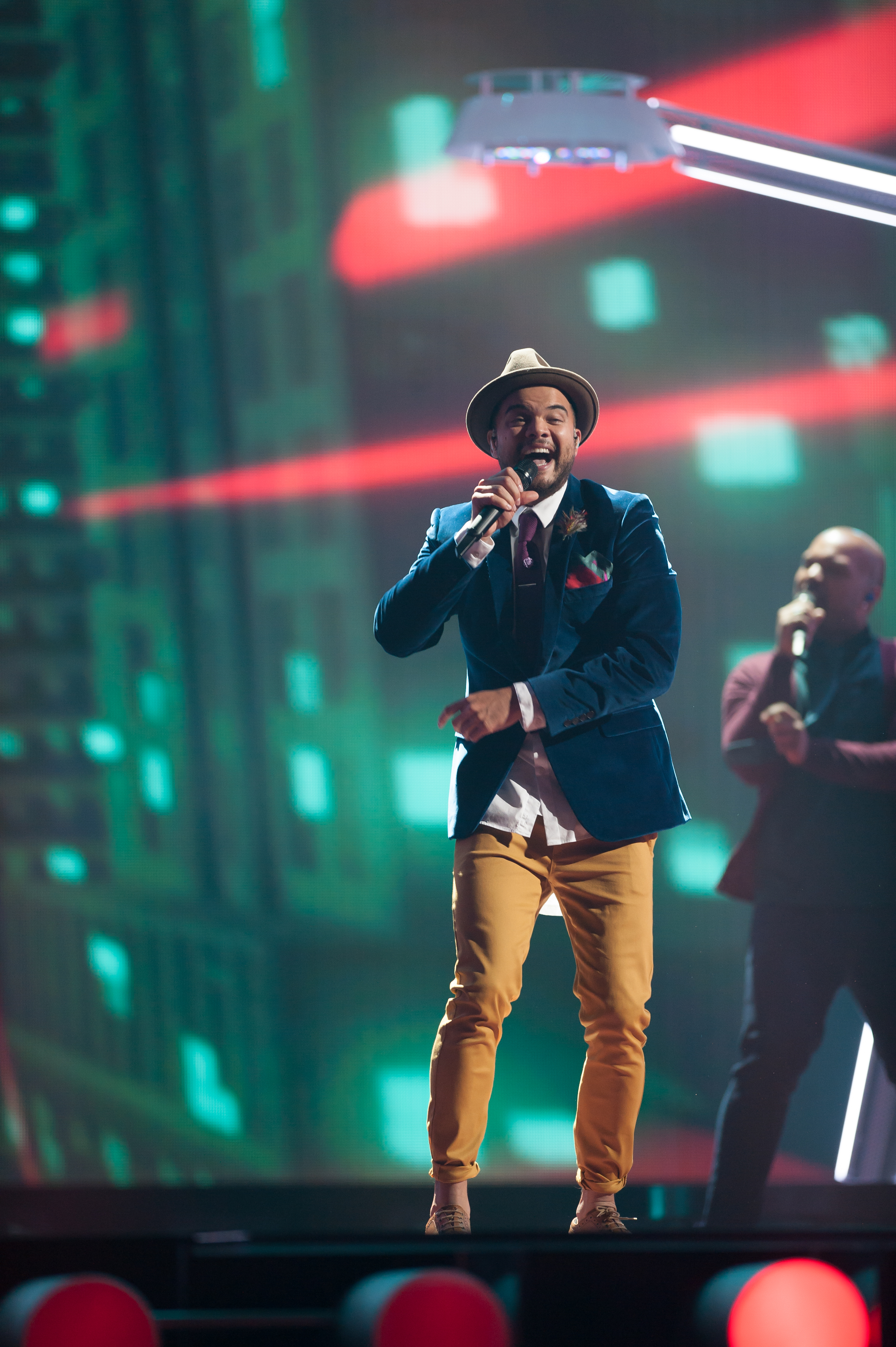
Guy Sebastian i Eurovision Song Contest 2015.

## Vid Eurovision
Australien gick direkt till final med låten "Tonight Again" som framfördes av Guy Sebastian. I finalen hade de startnummer 12. De fick 196 poäng och hamnade på femte plats.